# Valtura
Valtura (tal. Altura) mjesto je u jugoistočnoj Istri.

## Zemljopis
Smješteno je u jugoistočnoj Istri, 6 km sjeveroistočno od Pule. 

## Stanovništvo
Naselje je u sastavu općine Ližnjan i prema popisu stanovništva 2011. godine ima 875 stanovnika. Najpoznatija je po blizini arheološkog nalazišta Nezakcij, prijestolnice ilirskog naroda Histri.
U mjestu se nalazi neogotička crkva Svetog Ivana (iz 1899.), čiji je dvadesetosmometarski zvonik jedinstvena izgleda izgrađen u obliku osmerokuta. 
| broj stanovnika | 474   | 583   | 627   | 661   | 692   | 833   | 923   | 1008  | 852   | 855   | 829   | 562   | 566   | 541   | 636   | 875   | 773   |
|                 | 1857. | 1869. | 1880. | 1890. | 1900. | 1910. | 1921. | 1931. | 1948. | 1953. | 1961. | 1971. | 1981. | 1991. | 2001. | 2011. | 2021. |

## Povijest
U neposrednoj blizini, smješteno sjeveroistočno od naselja, nalazi se nalazište Nezakcij, najvažniji arheološki lokalitet na čitavom istarskom poluotoku. Prostrana i masivna nezakcijska gradina oblikovana je u brončano doba. Nezakcij je bio političko i vjersko središte plemenskog saveza Histra i njihov glavni grad. 
Godine 177. pr. Kr. u Nezakciju se odigrala odlučujuća bitka između brojčano nadmoćnih Rimljana i Histra. Kako ne bi dopao neprijateljskih šaka, histarski se kralj Epulon navodno bacio na mač i tako poginuo. Njegovi su se vojnici poveli za primjerom svoga vođe. Nakon rimskog osvajanja Nezakcij je postao vojna izvidnička postaja na cesti koja je od Pule, prolazeći kroz Ližnjan, vodila prema Labinu i Liburniji. Nalazi potječu iz razdoblja između XI i VII st. pr. Kr. Iz pretpovijesnog razdoblja sačuvani su nekropola, temelji zidina i jarka. Rimskom razdoblju pripadaju forum, terme, ceste za vodu, vrata i ostaci triju hramova. Lako se razaznaju ruševine dviju pravokutnih i usporednih, ranokršćanskih velikih bazilika(iz V. st.). Na lokalitetu postoji i mali muzej. Legende o Epulonu, posebice o njegovom blagu, i danas se mogu čuti u ovome kraju. 
Istočno od Valture nalazi se duboka uvala Budava, udaljena od mjesta samo 1 km zračne linije, cestom 2,5 km. 
 U Budavi se nalazi marikultura Porto Budava, a uvala je zbog svoje veličine vrlo zaštićena od većine vjetrova te služi kao lučica lokalnom stanovništvu. 
Jugozapadno od Valture nalazi se crkva Blažene Djevice Marije na Kostanjici iz 1197. godine. Nekada je nosila ime Sv. Germana, pulskog mučenika koji je prema predaji ondje bio pogubljen 284. godine. Na crkvici se danas nalazi gotički natpis iz XIV. stoljeća. 
U blizini se nalazi Šandalja, sustav više spilja, nazvan po istoimenome kamenolomu. Još u rimsko doba na tome lokalitetu eksploatirao se kamen. Šandalja se danas nalazi se na području OKZ "Valtura" (Otvoreni kazneni zavod Valtura). Po bogatstvu paleontoloških, paleolitičkih i paleoantropoloških nalaza, koji su pronađene u 9 metara debelim naslagama, lokalitet zauzima vodeće mjesto na europskom tlu. Do danas su istražene pećine Šandalja I i II, udaljene jedna od druge desetak metara. Tu su pronađeni ostaci sjekutića Homo erectusa stari milijun godina. Upravo ovi podaci govore o najstarijem pračovjeku Europe. Isto tako, na ovom je lokalitetu pronađeno i najstarije udarno oruđe u Europi (kremeni udarač). 
Na području Valture nalazi se nekoliko kamenoloma. Istoimeni vapnenac koji se ovdje vadi koristi se za oblaganje unutarnjih i vanjskih površina. 

U Valturi je smještena i pulska zračna luka. Nalazi se usred Valturskoga polja, koje je jedno od najplodnijih na Mediteranu, s idealnim uvjetima za uzgoj raznih poljodjelskih kultura.